# Producción de café en Brasil

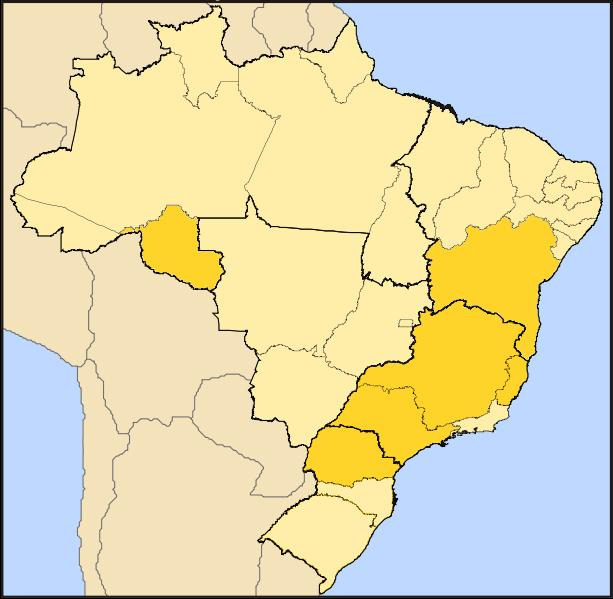
Mapa con los principales estados productores

La producción de café en Brasil representa alrededor de un tercio de la producción mundial de café, lo que convierte al país en el mayor productor con diferencia, posición que ha mantenido durante los últimos 150 años.  En 2012, se produjeron 50 millones de sacos, con un total de 3 millones de toneladas.  En 2009, se produjeron 2,4 millones de toneladas.En 2007, alrededor del 70% de la producción fue de café arabica,y sólo el 4,26% del café exportado en 2009 fue del tipo robusta.  Brasil es también el mayor exportador mundial, pero sufre la competencia de países como Vietnam, Indonesia, Colombia, Honduras, Etiopía, Perú, India, Guatemala y Uganda que se encuentran entre los 10 principales productores.
En 2018, Brasil produjo 3,5 millones de toneladas de café, convirtiéndose en el mayor productor del mundo. Los estados que más producen son Minas Gerais (33,46 millones de sacos) y Espírito Santo (13,6 millones de sacos), seguidos de São Paulo (6,15 millones de sacos), Bahía (4,13 millones de sacos), Rondonia (2,43 millones de sacos) y Paraná (937 600 sacos).  En 2020, Minas Gerais era el mayor productor de café arabica del país. Espírito Santo fue el mayor productor de café conillon.